# Pierre Blanc
Pierre Blanc (Beaufort, giugno 1806 – Saint-Sigismond, 28 aprile 1896) è stato un avvocato e politico francese.
È stato deputato del Regno di Sardegna e della Terza Repubblica

## Biografia

### Origini
Pierre Blanc è nato il 10 giugno (secondo Miguet) o, più probabilmente il 21 giugno 1806 (secondo Charvin) o le informazioni dell'Assemblea nazionale) a Beaufort, nel dipartimento del Monte Bianco. La sua scheda nel sito de l'Assemblée nationale confonde in un primo momento tra Beaufort-sur-Doron et Beaufort-en-Santerre. Il ducato di Savoia, cui appartiene il Beaufortain, era stato annesso alla Francia dopo il 1792.
Dopo gli studi di diritto nel 1836 diviene avvocato.

### Il politico savoiardo
Lo Statuto albertino del 1848, apre nuovi orizzonti politici. Ferdinand Palluel diventa il primo deputato che rappresenta la Savoia nel collegio di Albertville al parlamento del Regno di Sardegna a Torino, ma si dimette. Pierre Blanc si presenta alle elezioni suppletive del 31 ottobre 1848 ed ottiene l'elezione al ballottaggio del 1 novembre 1848. Nel gennaio del 1849, alle elezioni per la II legislatura del regno di Sardegna il seggio è riconfermato. Nel luglio del 1849 Ferdinand Palluel ridiventa deputato ed è sostituito poi da Charles Duverger de Saint-Thomas e nel dicembre del 1853 Pierre Blanc è nuovamente eletto. Si dimette nel dicembre 1855 e il suo posto è preso da un piemontese, il barone Alessandro Bianchi.
Durante il dibattito sul futuro della Savoia, essendo favorevole a un'unione con la Svizzera si presenta nel marzo 1860 contro il dottor Joseph Pelloux, deputato uscente e sindaco de La Roche, per il collegio di Bonneville, ma perde.

### Il politico francese
Blanc scompare dalla scena politica fino al 1876, quando a settanta anni si presenta come deputato della sinistra per la circoscrizione di Albertville. Al momento della crisi del 16 maggio 1877, si schiera a fianco degli altri repubblicani per firmare il manifesto dei 363 contro una « politica di reazione e d’avventura ». Nel 1881 è il membro più anziano della Camera, dopo il deputato Bel, e durante ciascuna delle nuove legislature, fino alla sua morte nel 1896, sarà chiamato a fare il discorso di apertura della sessione. Lo storico Jean El Gammal nota che sono discordi privi di rilievo.
I suoi colleghi parlamentari lo chiamano familiarmente "il vecchio allobrogo" (« le Vieil Allobroge »).
Pierre Blanc muore nel 1896 a Saint-Sigismond, un quartiere d'Albertville).
Henri Brisson pronuncia il suo elogio funebre durante la seduta del 29 aprile 1896: "Vedremo ancora per molto tempo – disse – nei nostri ricordi la fisionomia di Pierre Blanc quando entrava in questo ufficio, rispettosamente seguito dai nostri colleghi più giovani, le nostre tradizioni che sono state ad attestare, all'apertura dei nostri lavori, l'unità dello sforzo umano, la solidarietà delle generazioni, l'autorità dei vecchi esempi, la gioventù delle nostre speranze."

## Omaggi
Il comune d'Albertville ha inaugurato nel 1905, un monumento a Pierre Blanc, un busto in bronzo dello scultore Jean-Baptiste Weitmen, che è stato posto nella place de l'Hôtel-de-Ville. La statua in seguito è stata spostata al museo di Chambéry.
Beaufort, dal lato suo, possiede una via a suo nome.